# Friedrich Hermann Haacke
Friedrich Hermann Haacke, auch Fridericus Arminius Haacke, (* 11. Januar 1824 in Stendal; † 26. Dezember 1899 ebenda) war ein deutscher Mediziner.

## Leben
Haacke ließ sich nach dem Studium in Halle und Berlin sowie der Promotion als Arzt in seiner Heimatstadt nieder. Als Kreisphysikus setzte er sich engagiert in den Choleraepidemien, die in Stendal bis 1873 wüteten, ein.
Als Sammler von Altertümern engagierte er sich für die Bildung eines Altmark-Museumsvereins, dessen stellvertretender Vorsitzender er wurde.
1894 wurde er Ehrenbürger von Stendal. 1906 wurde ihm zu Ehren auf dem Sperlingsberg der Haacke-Brunnen aufgestellt.